# 筒井和人
筒井 和人（つつい　かずと、1957年９月 – ）は、日本の防衛官僚。

## 人物
富山県出身。富山県立富山中部高等学校を経て、東京大学経済学部卒業。在アメリカ合衆国日本国大使館一等書記官。

## 略歴
出典:
- 1980年　防衛庁入庁　経理局会計課予算・決算班
- 1981年4月　海上幕僚監部人事課(兼)長官官房総務課
- 1983年4月　長官官房総務課
- 1983年5月　通産省機械情報産業局電気機器課
- 1985年4月　防衛局調査第2課総括・分析班部員
- 1986年11月　防衛局計画官付部員
- 1988年5月　教育訓練局訓練課部員
- 1990年9月　(兼)外務省大臣官房
- 1991年6月　在米日本国大使館大使館一等書記官
- 1994年6月　教育訓練局教育課部員
- 1995年7月　長官官房企画官(兼)教育訓練局教育課
- 1996年　防衛研究所企画官（「東アジア戦略概観」担当）
- 1997年　調達実施本部契約第一課長
- 1998年　調達実施本部契約管理課長
- 2000年　経理局監査課長
- 2002年　契約本部総務課長
- 2004年　管理局装備企画課長
- 2005年　防衛大学校総務部長
- 2006年　装備施設本部副本部長（通信誘導担当）
- 2008年　財務省門司税関長
- 2010年　大臣官房審議官（防衛白書担当）
- 2012年　装備施設本部副本部長（総務担当）
- 2013年　技術研究本部副本部長
- 2014年　退官
- あいおいニッセイ同和損害保険顧問

## 著書
- 『醒めて立て!日本!―安全保障の安全神話』（丸善プラネット、2015年）
- 『平和神話という違憲―弾道ミサイルの脅威と抑止の空白』（丸善プラネット、2015年）